# Lesoňovice
Lesoňovice (německy Lesenowitz) je malá vesnice, část města Bystřice nad Pernštejnem v okrese Žďár nad Sázavou. Nachází se asi 3,5 km na východ od Bystřice nad Pernštejnem. Prochází zde silnice I/19. V roce 2009 zde bylo evidováno 47 adres. V roce 2001 zde trvale žilo 87 obyvatel.
Lesoňovice je také název katastrálního území o rozloze 3,45 km2.